# Марі-Шолнер (Сернурський район)
Марі́-Шолне́р (рос. Мари-Шолнер, марій. Марий Шолэҥер) — присілок у складі Сернурського району Марій Ел, Росія. Входить до складу Дубниківського сільського поселення.

## Населення
Населення — 167 осіб (2010; 173 у 2002).
Національний склад (станом на 2002 рік):
- марі — 96 %